# Pierre Beke
Pierre Désiré François Beke (Ieper, 31 mei 1814 - aldaar, 23 oktober 1875) was een Belgisch liberaal politicus die onder andere de functie bekleedde van burgemeester van Ieper.

## Levensloop
Pierre Beke promoveerde in 1835 tot doctor in de rechten aan de Rijksuniversiteit Gent.
Hij werd zoutzieder en handelaar. Tevens was hij achtereenvolgens bediende op de griffie, adjunct-griffier, griffier en pleitbezorger bij de rechtbank van eerste aanleg in Ieper. Hij nam ontslag in 1872.
In 1842 werd hij verkozen tot gemeenteraadslid van Ieper. In 1855 werd hij schepen en in 1862 burgemeester (Koninklijk Besluit van 4 november 1862), wat hij bleef tot aan zijn dood. 
In 1849 werd hij verkozen tot provincieraadslid voor het kanton Ieper. In de raad nam hij een radicale en antiklerikale houding aan. Zo maakte hij er zijn beklag over dat in Ieper de kerkklokken te vroeg begonnen te luiden. In 1868 nam hij ontslag.
Dit ontslag was gemotiveerd door zijn verkiezing in 1868 tot liberaal lid van de Kamer van volksvertegenwoordigers voor het arrondissement Ieper, dat hij bleef tot in augustus 1870.

## Andere functies
Beke vervulde nog diverse andere functies, die in sommige gevallen voortvloeiden uit zijn officiële mandaten:
- lid van het Discontokantoor van de Nationale Bank (1866-1875);
- voorzitter van de Kamer van Koophandel in Ieper (1859-1869);
- lid van de bestuurscommissie van het Koninklijke Gesticht in Mesen (1869);
- lid van de provinciale toezichtscommissie op de gevangenis van Ieper (1859);
- bestuurslid van het leerwerkhuis in Ieper (1864);
- lid van de provinciale commissie voor de studiebeurzen (1867);
- lid van de provinciale commissie voor de statistiek (1867);
- lid van de Commissie voor het lager onderwijs in Ieper;
- lid van de Hoge Raad voor Industrie en Handel (1859-1875);
- bestuurslid van de Sociéte historique, archéologique et littéraire in Ieper (1861).